# 제1대 암스트롱 남작 윌리엄 조지 암스트롱
제1대 암스트롱 남작 윌리엄 조지 암스트롱(William George Armstrong, 1st Baron Armstrong, 1810년 11월 26일 - 1900년 12월 27일)은 영국 출신의 발명가, 사업가이다. 암스트롱포의 개발로 알려진 암스트롱 휘트워스 사의 전신인 WG 암스트롱 사를 설립했다.

## 성장
1810년에 잉글랜드 북동부의 뉴캐슬어폰타인에서 곡물상인의 아들로 태어났다. 16 세까지 뉴캐슬과 위컴 사립학교에서 배운 후, 비숍 오클랜드 그래머스쿨(Bishop Auckland Grammar School)으로 진학했다. 그래머스쿨에 재학 중에 근처의 윌리엄 람쇼 공장을 자주 찾아가 나중에 아내가 될 공장 소유주의 딸, 6살 연상의 마가렛 람쇼(Margaret Ramshaw)를 알게 되었다.
암스트롱은 그래머스쿨 졸업 후에는 아버지의 희망에 따라 법률가를 목표로 했다. 아버지 친구의 권유로 아머러 돈킨(Armorer Donkin)에 입문하여 1833년까지 5년간 런던에서 보냈다. 뉴캐슬에 돌아온 뒤 1835년 돈킨 사무소 동업자가 되었다. 그리고 마가렛과 결혼하여 뉴캐슬 교외 제스몬드 딘(Jesmond Dene)에 보금자리를 마련했다.

## 기술자
11년 동안 암스트롱은 변호사로 일했지만, 한편으로는 공학 기술에 대한 관심을 가지고 있었다. 그가 취미로 낚시를 하고 있을 때, 채석장의 동력용 수차를 보고, 수력을 충분히 활용하지 못한다고 느꼈다. 그래서 그는 수력을 이용한 회전 모터를 고안하였고, 친구 헨리 왓슨의 공장에서 시제품을 완성시켰다. 이 장치는 그다지 높은 평가를 받지 못했지만, 암스트롱은 이후 피스톤식 수력 원동기의 개발에 착수했다. 그는 이 장치가 크레인의 동력으로 유효하다고 생각하고 있었다.
1845년 뉴캐슬에서 수도 공사가 계획되자 암스트롱은 이 계획에 참여했다. 그는 자신의 장비를 사용하면 물이 저지대로 향하는 부분의 수압을 이용하여 재래식보다 뛰어난 크레인을 운용할 수 있다고 제안했다. 그의 제안은 채택되었고, 타인 강 선박의 수면 강하에 시제품이 설치되었다. 그 후, 시험제작기의 실적에 따라 추가로 3기가 증설되게 되었다. 그의 발명가로서의 노력을 인정받아 1846년에는 왕립학회의 회원으로 선출되었다.
수력크레인의 성공을 계기로 암스트롱은 수력 관련 장비를 제조하는 사업에 나서기로 했다. WG 암스트롱 사(WG Armstrong & Company)를 설립하고 1847년에 타인 강변 엘즈윅에 22,000 평방미터의 공장 부지를 구입했다. 그의 주력 제품은 조선소의 크레인과 도크 갑문의 동력으로 순조롭게 매출을 늘려갔다. 1850년에는 45개, 1852년에는 75기의 크레인을 생산했다. 그 후, 생산량이 연간 100개까지 증가했다. 또한 교량 건설 사업에도 진출했다. 1850년에 300명이었던 WG 암스트롱 사의 직원은 1863년에는 3,800명에 달하고 있었다.

## 암스트롱포 개발

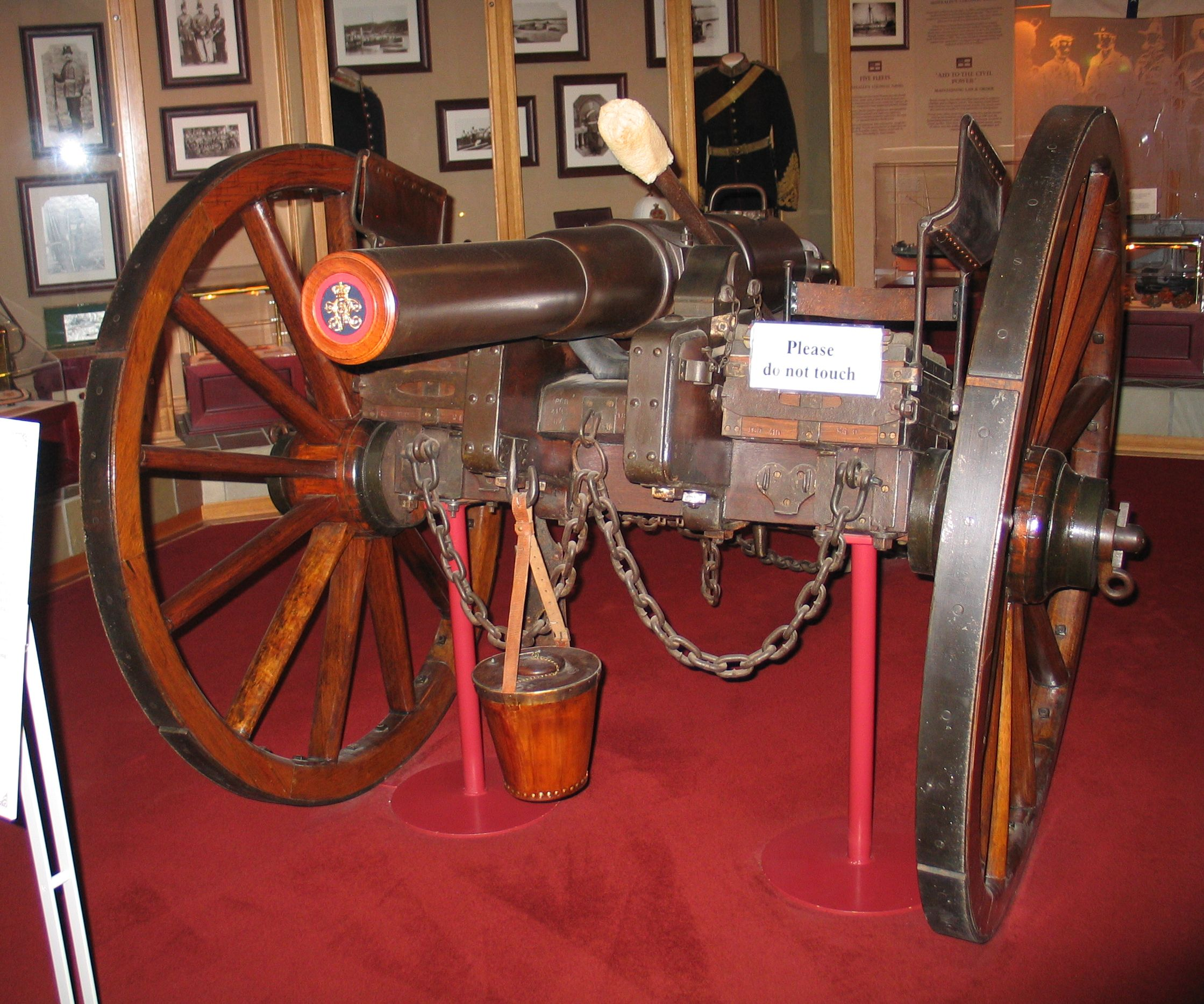
왕립조병창에서 생산된 암스트롱 12파운드 야포

1853년, 크림 전쟁이 발발하자 암스트롱은 영국 육군으로부터 기뢰의 설계를 수주했다. 그의 설계는 결과적으로 실용화되지 않았지만, 암스트롱이 군수산업에 관련된 계기가 되었다. 크림 전쟁 중인 이듬해 1854년에 암스트롱은 영국군을 위한 신형 야포의 설계를 시작했다. 당시 영국 육군은 육중한 야포의 무게에 어려움을 겪고 있었으며, 암스트롱은 그것을 알고 가볍고, 기동성이 뛰어난 야포의 개발을 결심한 것이다. 동료 제임스 렌델과 함께 설계하여 1855년에 시작한 5파운드 야포는 정부 시연회에서 호평을 받았다. 그리고 1858년에는 구경을 확대한 18 파운드 야포가 육군에 제식으로 채용되었고, 이듬해에는 영국 해군도 같은 구조의 함재포를 제식으로 채용하였다. 이것이 바로 획기적인 후장식 강선포, 이른바 암스트롱포이다. 암스트롱은 이 대포로 돈을 버는 것을 좋아하지 않았고, 정부에 특허를 양도했다. 그 공적으로 그는 육군성(War Department)의 강선포 제조관에 취임하게 되었고, 1859년에는 하급훈작사 (‘기사’의 일종)의 칭호와 바스 훈장 컴패니언을 받았고, 빅토리아 여왕을 만날 수 있는 명예를 부여했다.
암스트롱포는 이해 상충의 비난을 피하기 위해 WG 암스트롱 사와는 다른 신설 회사인 엘즈윅 포병회사(Elswick Ordnance Company)에서 생산되었다. 엘즈윅 포병회사는 영국 정부와의 전속 계약을 맺었다. 이 엘즈윅 포병회사는 이후 암스트롱의 중역이 되는 조지 렌델(제임스 렌델의 아들)이 경영진으로 참여하였고, 앤드루 노블이 대포의 설계기술자로 채용되었다. 육군성에 임관한 암스트롱은 울리치에 있는 왕립 조병창의 주임으로써 설비의 근대화에도 노력을 기울였고, 이곳에서도 암스트롱포를 생산할 수 있게 했다.
그러나 암스트롱포는 보수적인 육군 군인과 조지프 휘트워스로 대표되는 경쟁 업체에서 작업이 어렵고, 가격이 높으며, 위험하다 등의 비판을 받았다. 전쟁이 끝나자 수요는 감소했고, 1862년에 영국 정부는 엘즈윅 포병회사에 주문 중단을 내정했다. 이후 제조는 울리치 왕립제조창에서만 이뤄지게 되었다. 이를 알게 된 암스트롱은 1863년 2월 육군성 조병관을 사임했다. 엘즈윅 포병회사는 도산 위기에 노출되었지만, 영국군과의 전속 계약이 해제된 대신, 미국의 남북 전쟁의 발발로 양 진영에 무기 수출을 하여 살아남을 수 있었다. 또한 암스트롱포는 1863년 8월 사쓰에이 전쟁에서 또한 암스트롱포는 1863년 8월 사쓰에이 전쟁에서 포신 내에서 폭발하는 사고가 자주 발생하였기 때문에 1864년에 영국군에 조달이 중단되었고, 영국 해군은 전장포로의 회귀하는 사태가 일어났다. 이 사고 문제가 암스트롱의 퇴관이 원인이었다는 말도 있었지만, 퇴관이 선행되었다는 것은 잘못된 주장이다.

## 조선소의 성공
1864년에 WG 암스트롱 사와 엘즈윅 포병회사가 합병하여 ‘써 WG 암스트롱 사’(Sir WG Armstrong & Company)가 되었다. 새로운 회사는 주력 생산물을 해군용 무기 생산으로 전환했다. 1867년에 로우 워커 조선소를 가진 찰스 미첼 사와 제휴를 하였고, 로우 워커가 만든 군함에 암스트롱 포를 탑재하기로 했다. 그 첫 번째 성과였던 포함 ‘스톤치’(HMS Staunch)는 1868년에 준공했다.
1882년에는 찰스 미첼 사와 합병하여 ‘써 윌리엄 암스트롱 미첼 유한 책임 회사’(Sir William Armstrong, Mitchell and Co. Ltd.)가 되었다. 그리고 1884년에 엘즈윅에 군함 전문 조선소를 열었다. 설계 엔지니어로 해군성 조선관이었던 윌리엄 화이트를 영입했다. 엘즈윅 조선소는 오스트리아-헝가리 제국 해군의 어뢰함 ‘판타’, ‘레오파드’를 시작으로 대형은 전함까지 포함한 각종 군함 건조를 시작했다. 그들의 중요한 고객 중 하나는 일본 해군으로 1913년까지의 출하한 함정의 총 배수량은 영국 해군에 이어 두 번째를 차지했다.엘즈윅의 함정 설계의 중심이 된 것은 조지 렌델이었고, 그가 설계한 순양함의 설계법은 ‘방호순양함’이라고 불렸으며, 전 세계 해군이 채택하게 된다.
그 외에 암스트롱 사는 일부 유명한 도개교 건설 사업에도 관여를 했다. 예를 들어, 타워브리지의 동력 기구는 엘즈윅에서 제조되었다. 타인 강의 오래된 회전식 도개교도 엘즈윅에서 진수한 군함이 뉴캐슬 포의 의장을 할 때 걸림돌이 되었기 때문에 암스트롱 사의 비용으로 건설된 것이다.
1870년에는 엘즈윅 공장도 확장되어 강변 1.2km나 계속되는 넓이가 되었다. 사업 확대의 영향으로 엘즈윅 마을의 인구는 1851년에는 불과 3,500명이었던 것이 1871년에는 27,800명으로 증가했다. 1897년에는 오래된 라이벌 기업인 휘트워스 사와 합병하여 암스트롱 휘트워스 사가 되었다.
그동안 암스트롱 개인은 계속 회사의 사장이었지만, 육군성에서 퇴임을 한 이후에는 렌델이나 다른 고위직에게 일상적인 업무를 위탁하여 점차 설계와 경영 실무에서 멀어지고 있었다.

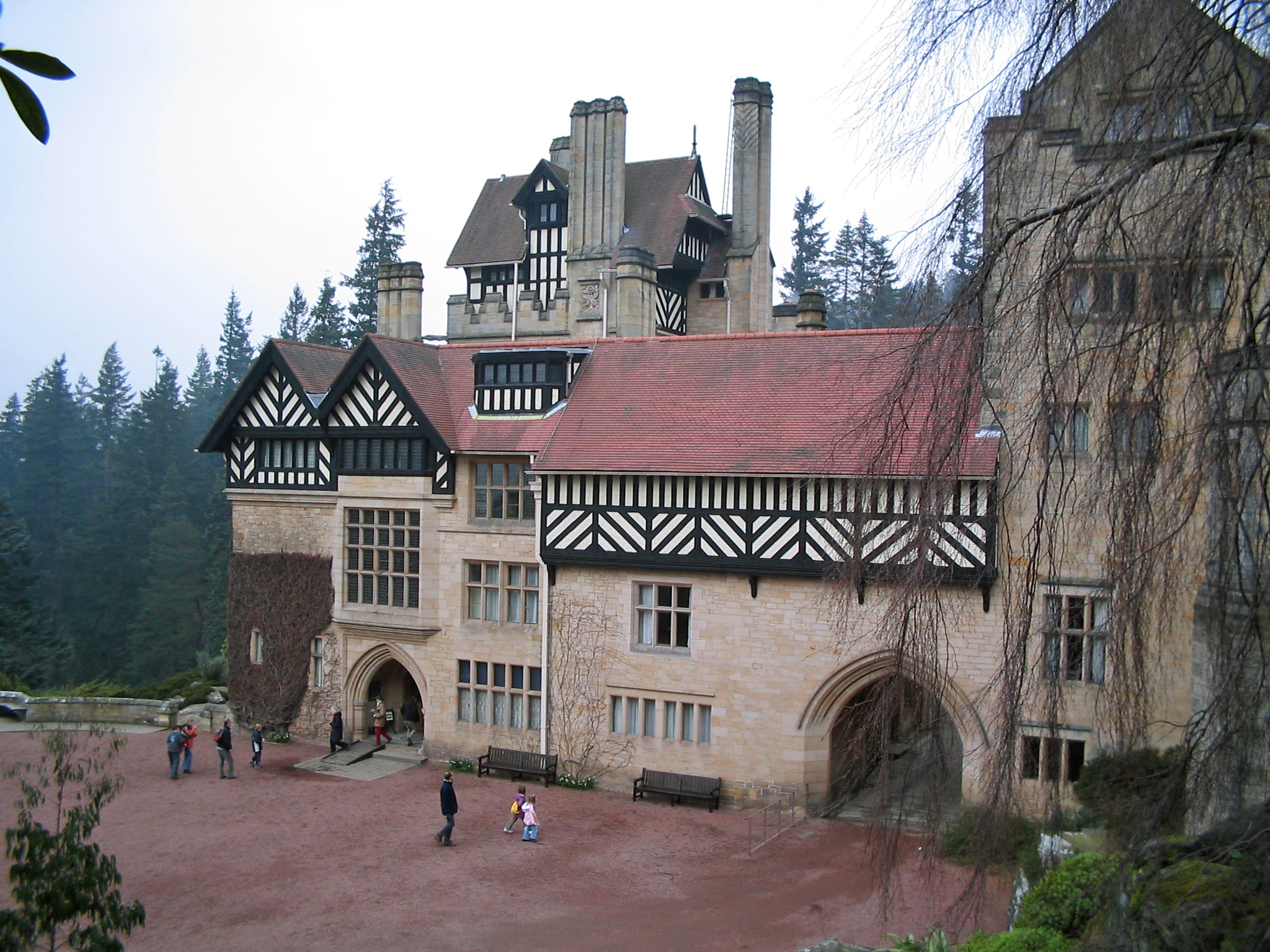
내셔널 트러스트 시설이 된 현재의 크래그사이드

1863년에 암스트롱은 노섬버랜드 근교 로스베리 부근에 크랙사이드라는 저택을 구입하여 컨트리 하우스 축조에 정력을 쏟았다. 1869년 건축가 리차드 노만 쇼와 계약하여 쇼에 의해 이후 15년 동안의 리노베이션 공사가 진행되었다. 그 설계에 수력을 이용하는 등의 신기술이 채용되었다. 완성된 크랙사이드에는 이란 국왕과 태국 국왕, 영국 왕세자 부부, 청나라의 ‘수상’ 등의 인물이 초대를 받았다.

## 만년
그 후, 민간 기술자 협회(Institution of Civil Engineers)와 기계 기술자 협회(Institution of Mechanical Engineers)의 회장 등을 맡았고, 1887년에는 ‘카운티 오브 노섬버랜드 크랙사이드의 암스트롱 남작(Baron Armstrong, of Cragside, in the county of Northumberland)에 서임되었다. 1894년에 노섬버랜드 주의 밤버러 성(Bamburgh Castle)을 구입하여 대규모 복원 공사를 했다.

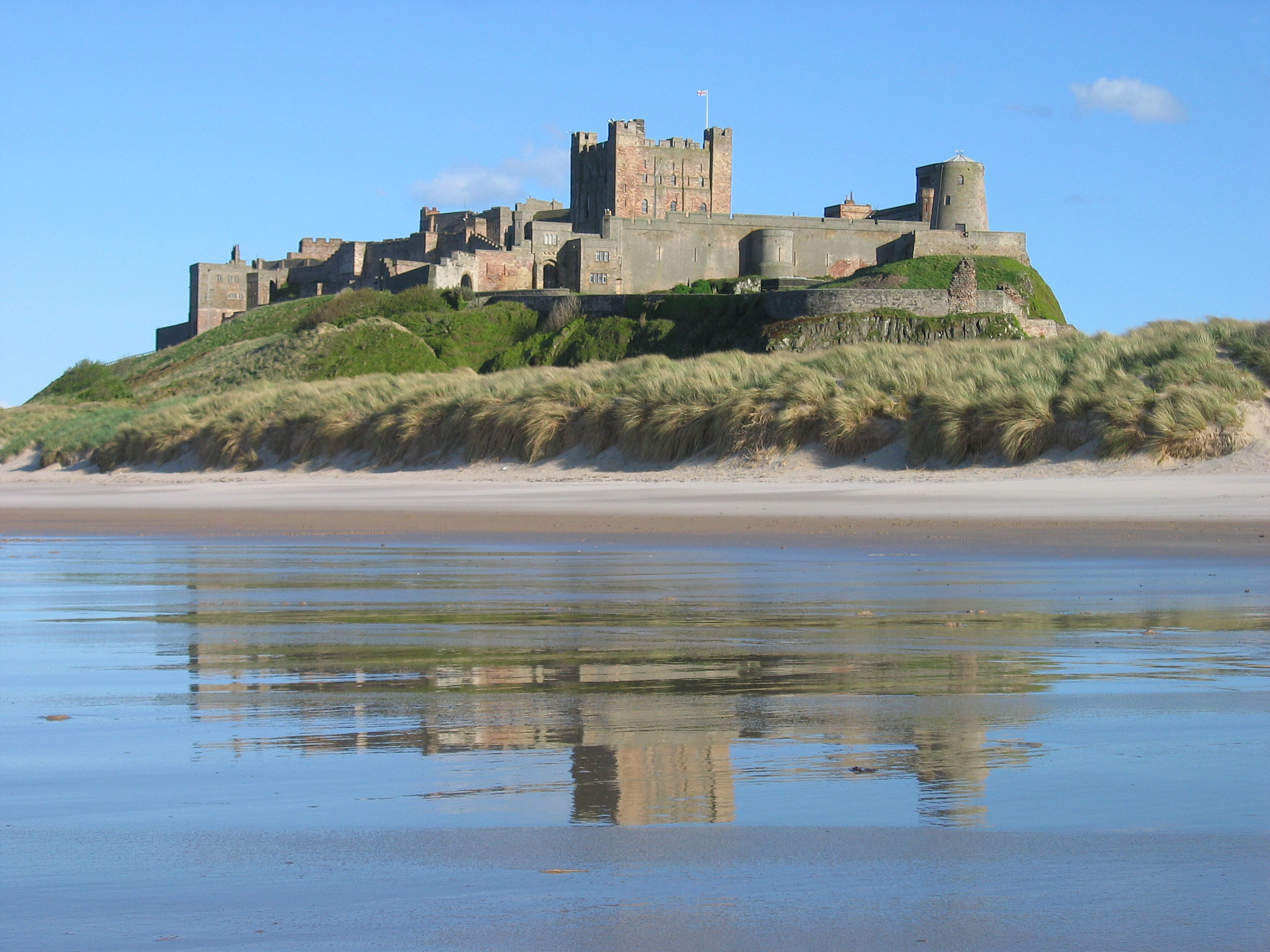
바다 쪽에서 바라 본 밤버러 섬

1883년에는 한때 자신이 살았던 제즈먼드 딘(Jesmond Dene)의 땅을 뉴캐슬 시에 공원으로 기증 했다. 현재 뉴캐슬 대학교의 일부가 된 수학 등의 과정도 암스트롱의 기부에 의해 설립된 것이다. 그 외에도 암스트롱은 핸콕 자연사 박물관(The Great North Museum: Hancock) 설립을 위해서도 11,500 파운드를 기부하는 등 다양한 자선 활동도 펼쳤다.
1893년에 아내 마가렛과 사별하였고, 7년 후인 1900년, 윌리엄 암스트롱도 크랙사이드에서 사망했다. 시신은 로스베리 온 앤 묘지에 아내와 함께 묻혀있다. 부부의 슬하에 아이가 없었고, 큰 조카 윌리엄 왓슨 암스트롱(William Watson-Armstrong)이 후계자가 되었다. 유산 중 10만 파운드는 뉴캐슬 로얄 빅토리아 병원의 재건축 비용으로 기부되었다. 암스트롱 남작의 작위는 윌리엄 암스트롱 1대에서 끝났지만, 3년 후 윌리엄 왓슨 암스트롱에게 새롭게 남작 작위가 주어져 밤버러 성과 크랙사이드를 영지로 하는 두 번째 초대 암스트롱 남작이 되었다.

## 기타
군수 산업에 진출한 것에 대해 암스트롱이 고뇌한 흔적은 없었다. 그는 “사물의 힘을 인간의 의사에 따르게 하는 것이 기술자의 일이며, 그것을 올바른 용도로 사용하는 것은 이용자의 책임이다”고 말했다.
암스트롱은 석탄을 대체할 신재생 에너지에 관심을 갖고 있었다. 수력 발전 외에도 태양의 이용에 기대를 하고 있었다.

## 같이 보기
- 암스트롱 포
- 암스트롱 휘트워스